# Marquesado de Pascual-Bofill
El Marquesado de Pascual-Bofill (denominado originariamente Marquesado de Pascual) es un título nobiliario pontificio creado en 1905 por el Papa San Pio X a favor de Manuel María Pascual y de Bofarull, extensivo a su hija María Soledad Pascual y de Llanza. La denominación fue cambiada, el 1 de diciembre de 1917, a la actual de "Pascual-Bofill".
El primer marqués era banquero (accionista del Banco de Barcelona) y uno de los fundadores de la Compañía Madrileña de Teléfonos. Fervoroso católico, presidió la Junta Diocesana de Acción Católica de Barcelona, y el Papa le otorgó la merced de marqués por su fidelidad a la Santa Sede y protección al catolicismo y a las obras de caridad. Formó parte de los protectores del legado de los salesianos en Barcelona, junto con su amigo Luís Martí Codolar. Además, su hermano Sebastián casó con una nieta de Dorotea de Chopitea, financiadora de la obra salesiana.

## Marqueses de Pascual-Bofill
|                                      | Titular                                  | Periodo                              |
| Creado en 1905 por el Papa San Pio X | Creado en 1905 por el Papa San Pio X     | Creado en 1905 por el Papa San Pio X |
| ------------------------------------ | ---------------------------------------- | ------------------------------------ |
| I                                    | Manuel María Pascual y de Bofarull       | 1905-1911                            |
| II                                   | María Soledad Pascual y de Llanza        | 1911-?                               |
| III                                  | Santiago Bofill y Pascual                | -1981                                |
| IV                                   | Antonio María Claret Bofill y Portabella | 1981-actualidad                      |

## Historia de los marqueses de Pascual-Bofill
- Manuel María Pascual y de Bofarull (1849-1911), I marqués de Pascual, Banquero, fundador de la Compañía Madrileña de Teléfonos. Presidente de la Junta Diocesana de Acción Católica de Barcelona.

1. Casó con la hija de los duques de Solferino.

Le sucedió, en 1911, y según lo establecido en la Bula de otorgamiento del título de 1905, su hija:
- María Soledad Pascual y de Llanza, II marquesa de Pascual (cambio de denominación a marquesa de Pascual-Bofill el 1 de diciembre de 1917.)

1. Casó con Ramón Bofill y Gallés (1858-1931), hereu de los mansos de Noguer y de Martí de Viladrau. Fue primo hermano del famoso poeta Jaime Bofill y Matas, más conocido por su pseudónimo Guerau de Liost (1878-1933).[2]

Le sucedió su hijo:
- Santiago Bofill y Pascual (†1981),[4] III marqués de Pascual-Bofill. Presidente del Colegio de Odontólogos y Estomatólogos de Barcelona.

1. Casó con Doña Mercedes Portabella y Buxens, de cuyo matrimonio nacieron cinco hijos: Ramón, Mª Roser, Mª Soledad, Antonio María Claret, y Juan Bosco.

Le sucedió su hijo:
- Antonio María Claret Bofill y Portabella, IV marqués de Pascual-Bofill.

1. Casó con María Reyes Geis, de cuyo matrimonio nacieron seis hijos: María del Mar, Inés, Pablo, Antonio María Claret, Nicolás y Santiago

Actual titular. matilde bofill